# Víska (Havlíčkův Brod-i járás)
Víska település Csehországban, a Havlíčkův Brod-i járásban. Víska Uhelná Příbram, Nová Ves u Chotěboře, Čečkovice, Maleč és Jeřišno településekkel határos. Lakosainak száma 173 fő (2024. január 1.).

## Népesség
A település lakosságának változását az alábbi diagram mutatja:
| Lakosok száma | 393  | 398  | 385  | 270  | 182  | 185  | 185  | 188  | 179  | 173  |
|               | 1869 | 1890 | 1921 | 1950 | 1980 | 2001 | 2017 | 2019 | 2022 | 2024 |